# Atentados de Dublín y Monaghan
Los atentados de Dublín y Monaghan (en inglés: Dublin and Monaghan bombings) del 17 de mayo de 1974 fueron una serie de ataques con coche bomba en Dublín y Monaghan, en la República de Irlanda. Los atentados acabaron con la vida de 33 civiles y produjeron heridas a casi 300 – el día más sangriento en el Conflicto de Irlanda del Norte.
Un grupo paramilitar lealista, la Fuerza Voluntaria del Ulster (Ulster Volunteer Force o UVF)  reivindicó los atentados en 1993. También hay quien presume[cita requerida] que las fuerzas de seguridad británicas tuvieron algo que ver con las bombas.  Tanto el Gobierno Británico como la UVF niegan esta acusación. Los atentados se produjeron durante la huelga del Consejo de los Obreros del Ulster, una huelga general convocada por lealistas de la línea dura y unionistas de Irlanda del Norte que se oponían a la moderación del Acuerdo de Sunningdale y a la efímera Asamblea de Irlanda del Norte de 1973, que terminó sus días el 28 de mayo. Específicamente, los huelguistas se oponían a compartir el poder político con nacionalistas y a que se diera un mayor papel político a la República de Irlanda en la gobernación de Irlanda del Norte.
No hubo avisos anteriores a la explosión de las bombas. Tres de ellas explotaron en Dublín durante la hora punta (matando a 26 personas, entre las que había una mujer embarazada) y la otra explotó en Monaghan hora y media después (matando a 7 personas). La mayoría de las víctimas fueron mujeres jóvenes, aunque las edades de los muertos iban desde los 5 meses a los 80 años.
Nunca se ha detenido o acusado formalmente a nadie por los atentados, que han sido calificados por el Comité de Justicia del Parlamento irlandés como un acto de terrorismo internacional con alegaciones que implicarían a las fuerzas de seguridad británicas.

## Explosiones

### Dublín

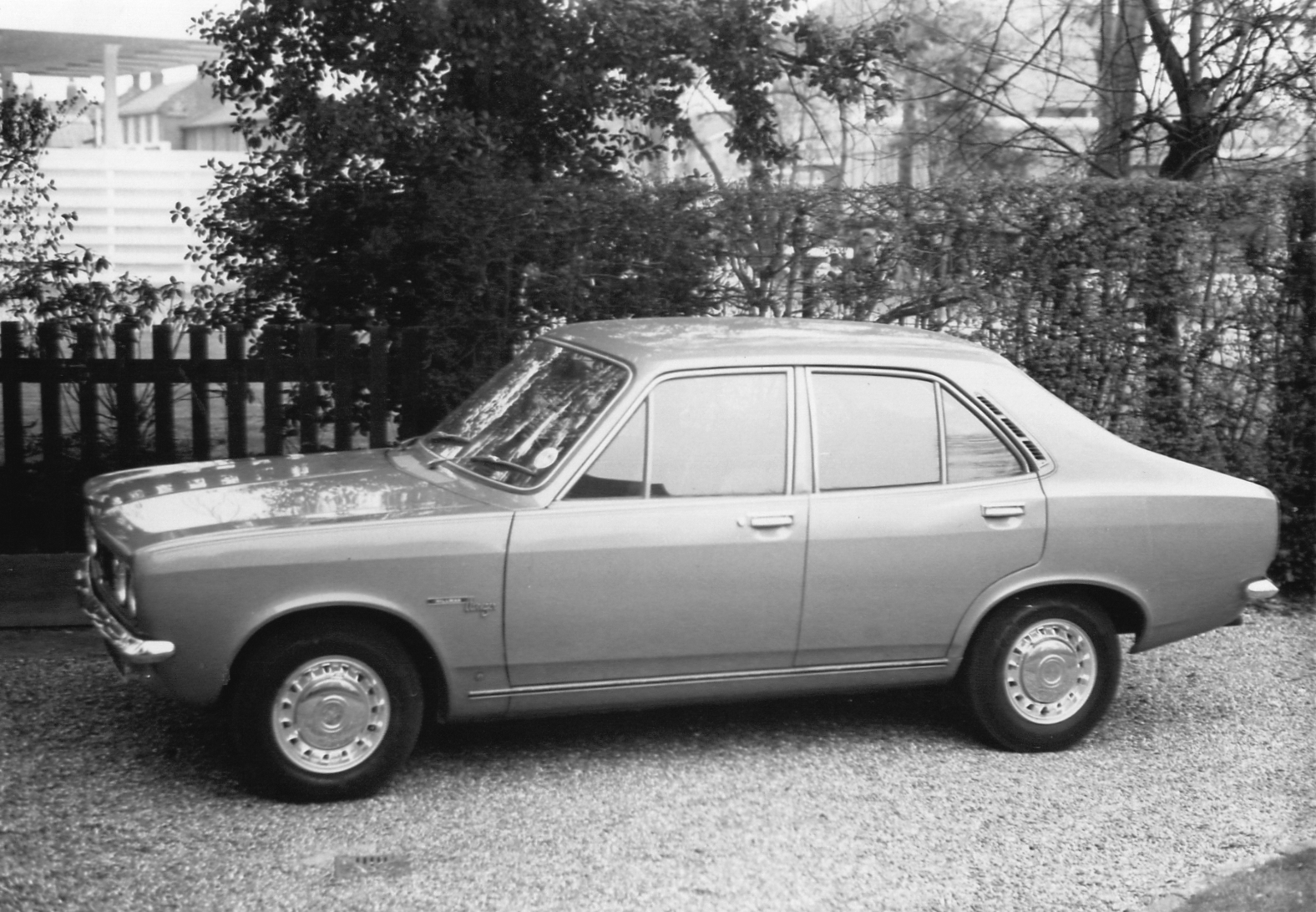
Para transportar la bomba de Parnell Street, que produjo la muerte de 10 personas, se utilizó un coche robado de color verde, modelo Hillman Avenger de 1970

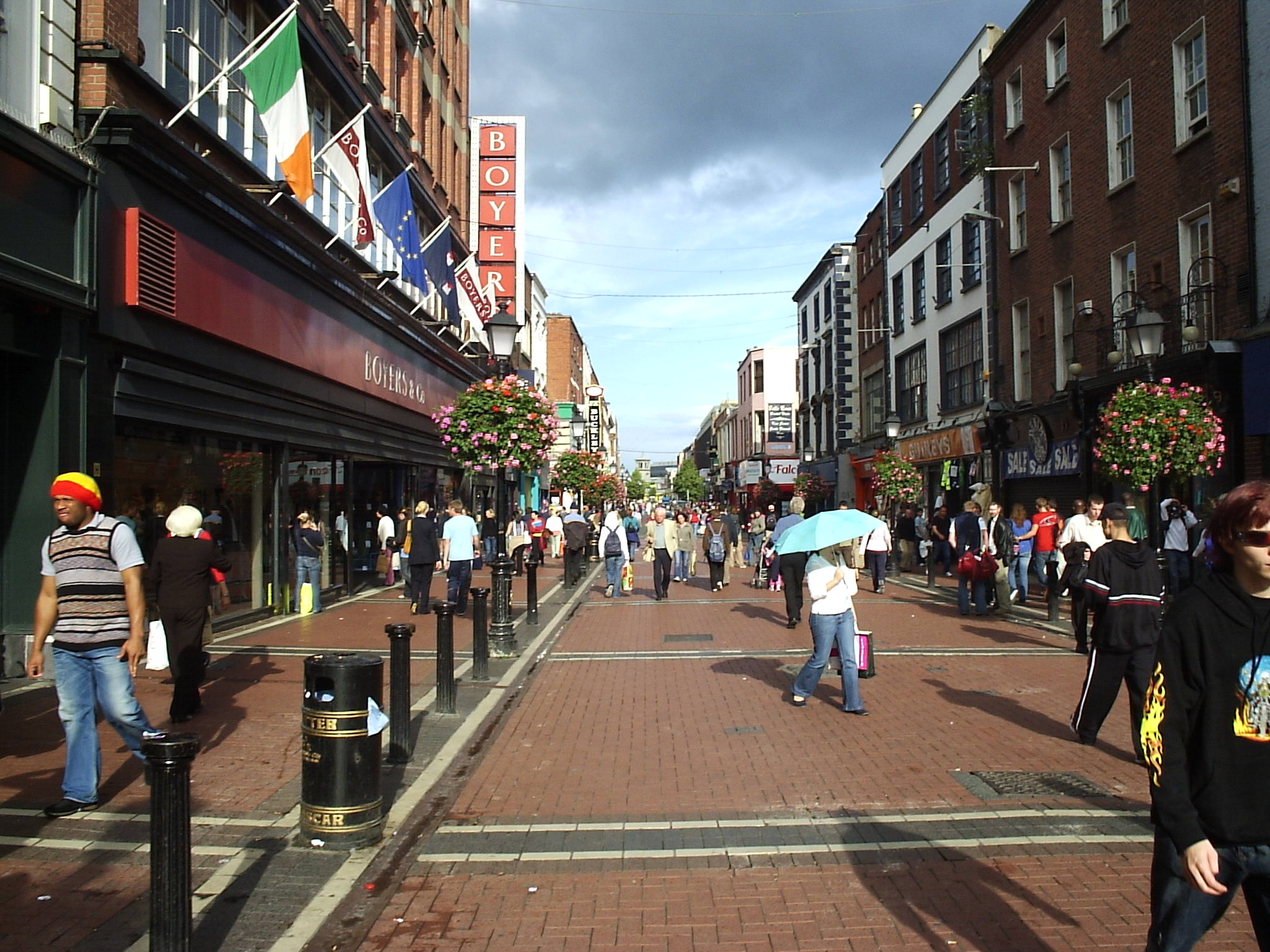
Talbot Street (2006), la calle en que murieron otras 14 personas

El viernes 17 de mayo de 1974 a las 17:30 y sin previo aviso, tres coches-bomba explotaron casi simultáneamente en el centro de Dublín en Parnell Street, Talbot Street y South Leinster Street en hora punta. Las bombas habían sido fabricadas de modo que la totalidad del contenido hiciera explosión en el momento de la detonación. En esas explosiones murieron veintitrés personas y otras tres más fallecieron a lo largo de las siguientes semanas como resultado de las heridas sufridas a consecuencia de las mismas. Algunas de las víctimas eran jóvenes funcionarias que provenían de la Irlanda rural.  También murió una familia entera del centro de Dublín.  Dos de las víctimas eran extranjeros: un italiano y una judía francesa cuya familia había sobrevivido al Holocausto. La mayor parte de los cadáveres no se podían reconocer y uno resultó decapitado.  Hubo unos 300 heridos, muchos de los cuales sufrieron horribles mutilaciones.
Primera bomba

El primero de los tres coches-bomba de Dublín explotó aproximadamente a las 17:28, en un aparcamiento junto al pub y el supermercado Barry's cerca de una gasolinera en Parnell Street, cerca de su intersección suroeste con Marlborough Street. Los escaparates de las tiendas saltaron por los aires, los coches quedaron destrozados y los cadáveres cayeron en todas direcciones. El coche-bomba era un Hillman Avenger de 1970 de color verde metálico con matrícula DIA 4063. Estaba de cara a O'Connell Street la principal calle dublinesa. Este vehículo, al igual que los otros dos coches bomba, llevaba su auténtica matrícula. Había sido robado en Belfast esa misma mañana.  En esta explosión murieron diez personas, entre las que había dos bebés y sus padres y un hombre que había luchado en la Primera Guerra Mundial. Muchos otros, como un adolescente que trabajaba en la gasolinera, resultaron con heridas graves.
Segunda bomba

El segundo de los coches bomba explotó aproximadamente a las 17:30 a la altura del número 18 de Talbot Street, cerca de su intersección con Lower Gardiner Street junto a la zapatería O'Neill's que hay frente a los almacenes Guineys. El coche bomba era un Ford Escort azul con matrícula 1385 WZ. Había sido robado esa misma mañana en la zona portuaria de Belfast. La explosión mató a doce personas y dos más murieron a consecuencia de la misma durante los siguientes días. Trece de las catorce víctimas eran mujeres y entre ellas había una embarazada de nueve meses. Los edificios y vehículos a ambos lados de la calle sufrieron graves daños. Hubo personas heridas por la metralla, los cristales que saltaron, partes del coche bomba destrozado y escombros; algunos atravesaron los vidrios de los escaparates. Talbot Street fue la zona más afectada, ya que la calle estaba más concurrida de lo habitual debido a una huelga de autobuses urbanos. Varios cadáveres permanecieron en la calle durante media hora debido a los problemas de las ambulancias para llegar, a causa de los embotellamientos. Frente a los almacenes Guineys se encontraban al menos cuatro cadáveres. Los cuerpos de las víctimas, terriblemente mutilados, se cubrieron con periódicos hasta que pudieron retirarse del lugar. Una mujer que se encontraba junto al coche en el momento de la explosión fue decapitada; la única indicación de su sexo eran los botas de plataforma que llevaba.
Tercera bomba

La tercera bomba explotó aproximadamente a las 17:32 en South Leinster Street cerca de la verja de Trinity College (Dublín). Dos mujeres murieron en la explosión. El coche era un Austin 1800 Maxi azul, matrícula HOI 2487; al igual que el coche de Parnell Street, había sido robado en Belfast esa misma mañana. Los estudiantes de odontología de Trinity College fueron los primeros en llegar a la escena del crimen para ofrecer primeros auxilios a los heridos.

### Monaghan
Noventa minutos después, aproximadamente a las 18:58, otro coche bomba explotó fuera del pub Greacen's en North Road, Monaghan, al sur de la frontera con Irlanda del Norte. El coche era un Hillman Minx verde de 1966, matrícula 6583 OZ; había sido robado en un aparcamiento de Portadown varias horas antes. Al igual que en Dublín, no hubo aviso. Este coche bomba acabó con la vida de cinco personas y otras dos murieron a lo largo de las siguientes semanas.  Se sabe que el coche fue estacionado cinco minutos antes de la explosión. La bomba estalló unos 300 metros de la comisaría de policía. El análisis forense de los fragmentos de metal encontrados en el lugar de los hechos sugería que la bomba iba en un barril de cerveza o un contenedor similar.